# 市政局

市政局の徽章

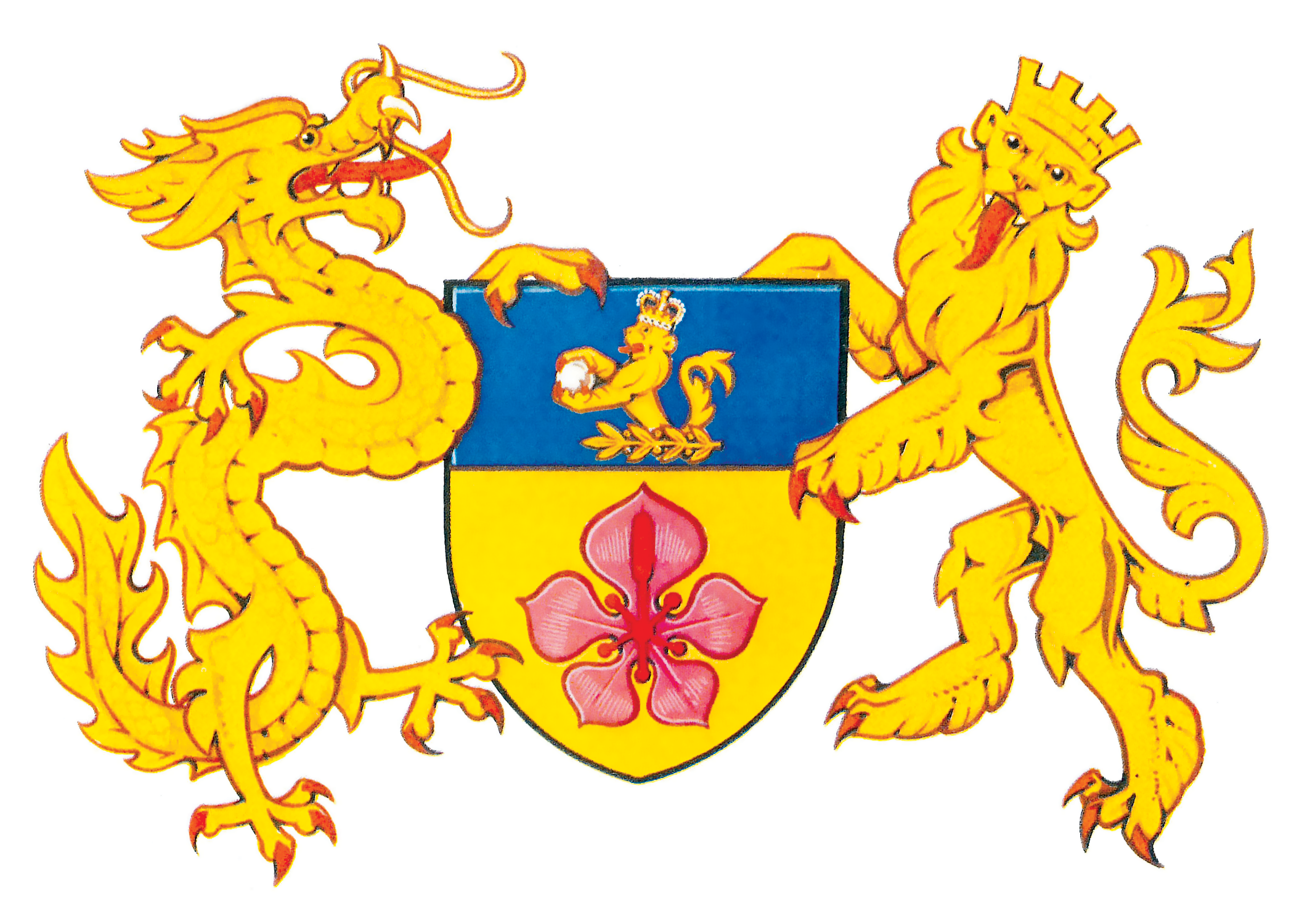
市政局の紋章

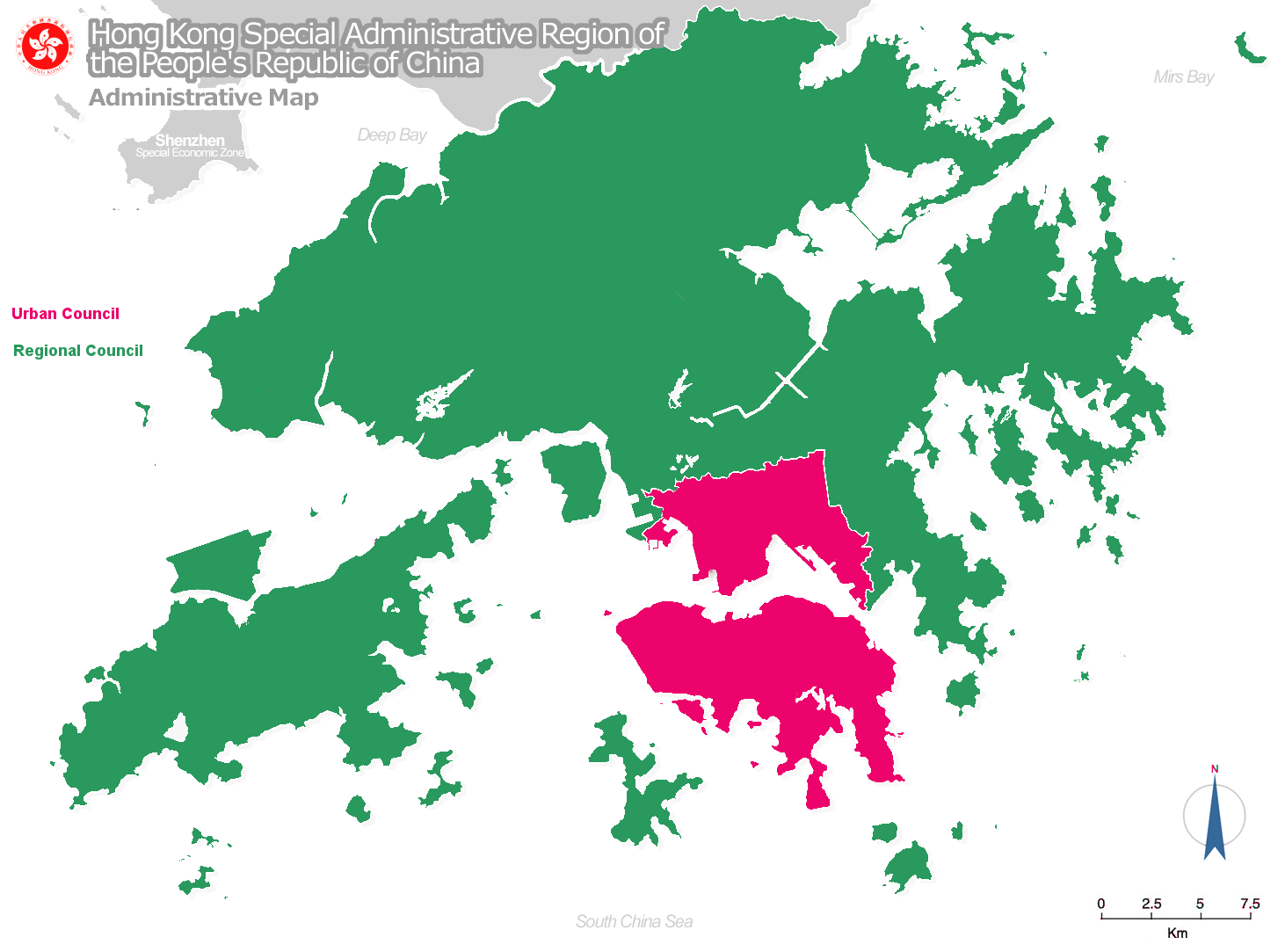
市政局の管轄区域(赤色)

市政局（英: Urban Council、略称UrbCo、市政評議会とも）は1999年末まで存在した香港の地方議会である。返還前にはイギリス割譲地とされていた地域である、香港島と九龍地区を代表する。前身は1883年の成立した衛生局(Sanitary Board)である。1935年に市政局へと改称された。衛生や食品安全などが主な管轄分野であり、その執行部門は市政総署であった。
市政局議員は、当初任命議員や当然（兼職）議員が主であり、市政局主席（議長）も市政總署署長であった。しかし、1950年以降、徐々に民選議員が増加した。ただし、1970年代までは、選挙と言っても制限選挙であり、有権者は香港住民のごく一部に限られ、代表制の乏しい議会であった。また、新界には原居民による郷議局が、市政局に相当する議会組織として存在していた。
しかし、1980年代以降、民主化が本格化し、香港全域を18に分けて各々に区議会が設置され、また21歳以上の香港住民に選挙権が付与された。それを受け、1983年より市政局議員の半数が民選議員となり、その部分のみ普通選挙が行われた。さらに、1986年に新界にも市政局に相当する議会組織として、新たに区域市政局が設置された（ただし、郷議局は現在も存続している）。
1995年にはパッテン総督の改革により、市政局は直接選挙32名と区議会議員を選挙人とする間接選挙9名のみで構成される、完全な民選議会となった。しかし、返還後、董建華行政長官によって、委任（任命）議員が復活し、民主化は後退した。更にインフルエンザの流行などへの対応を口実として、1999年末に市政局は区域市政局と共に廃止されてしまった。